# Maria Angela Cassol
Maria Angela Cassol (Nettuno, 27 ottobre 1956) è una medaglista italiana.

## Biografia
Nel 1976 si è diplomata con 58/60 all'Istituto Statale d'Arte di Anzio. Nel 1981 si è laureata in scultura all'Accademia di Belle Arti di Roma seguendo le lezioni dello scultore Emilio Greco. Dopo l'accademia frequenta il triennio alla Scuola dell'Arte della Medaglia dell'Istituto Poligrafico e Zecca dello Stato.
Dal 1987 è incisore all'Istituto Poligrafico e Zecca dello Stato. Ha disegnato nel 2002 la moneta da 20 centesimi di euro degli euro italiani dedicata all'opera Forme uniche della continuità nello spazio di Umberto Boccioni. Nel 2005 ha disegnato assieme a Daniela Longo le monete euro vaticane della Sede Vacante del camerlengo Eduardo Martínez Somalo.

## Fonti
- Biografia, su mebnet.altervista.org.

| Controllo di autorità | VIAF (EN) 6183169084862190310005 · GND (DE) 1296990028 |